# Дрегушень (комуна, Ботошань)
Дрегушень, Дрегушені (рум. Drăgușeni) — комуна у повіті Ботошані в Румунії. До складу комуни входять такі села (дані про населення за 2002 рік):
- Дрегушень (1680 осіб)
- Подріга (1013 осіб)
- Сарата-Дрегушень (179 осіб)

Комуна розташована на відстані 401 км на північ від Бухареста, 32 км на північ від Ботошань, 112 км на північний захід від Ясс.

## Населення
За даними перепису населення 2002 року у комуні проживали 2872 особи. Усі жителі комуни рідною мовою назвали румунську.
Національний склад населення комуни:
| Національність | Кількість осіб | Відсоток |
| -------------- | -------------- | -------- |
| румуни         | 2871           | > 99,9%  |
| угорці         | 1              | < 0,1%   |

Склад населення комуни за віросповіданням:
| Релігія       | Кількість осіб | Відсоток |
| ------------- | -------------- | -------- |
| православні   | 2852           | 99,3%    |
| адвентисти    | 7              | 0,2%     |
| п'ятдесятники | 5              | 0,2%     |
| баптисти      | 2              | 0,1%     |

## Зовнішні посилання
- Дані про комуну Дрегушень на сайті Ghidul Primăriilor